# 黃硯歆
黃硯歆（Huang Yen-hsin，1995年9月12日—）為台灣男子游泳運動員。專項是自由式，主要副項是蛙式
，擁有三項全國紀錄，長水道的4X100m自由式接力，4X200m自由式接力，及短水道得100M混合式。
擁有台南市12項游泳紀錄。。

## 簡歷
2018年亞洲運動會4×100公尺自由式接力決賽和王郁濂、林建良、安廷耀以3:19.02打破全國紀錄排名第5，4×200公尺自由式接力決賽和王郁濂、王星皓、安廷耀以7:24.48排名第5。
100m混合式全國紀錄保持人，成績為54.56
於2019年6月創立「步達游泳俱樂部」，主要授課地點於台南。
於2019年7月開始任職台南市崇明國中游泳隊教練。